# 日本の野球
日本の野球（にほんのやきゅう）では、日本国内における野球（ベースボール）について記述する。

## 概要
日本ではベースボールという名称で呼ばれ、漢字では野球（やきゅう）という文字が当てられる。また日本においては、諸外国で一般的な硬式球を用いる野球（硬式野球）のほか、広義では軟式野球や準硬式野球を含む。
日本において、硬式野球は日本野球機構（NPB）が運営するものを中心とするプロ野球、社会人野球や大学野球・高校野球等で構成されるアマチュア野球がある。軟式・準硬式野球ではアマチュアによる野球のみが行われている。
またアマチュア野球の中でも明確な組織化が行われていないものを俗に草野球と称するが、草野球チームを対象とした全国規模の大会も存在する（日本のアマチュア野球#アマチュアの主な組織体系も参照）。

## 大会

### 国内大会

#### 一般
| 名称                 | ウェブサイト |                          | 前回優勝             | 回数      |  | 最新シーズン |
| リーグ戦             |              |                          |                      |           |  |              |
| 日本シリーズ         | 公式         |                          | 横浜DeNAベイスターズ | 3         |  | 2025 詳細    |
| セントラル・リーグ   | 公式         | 横浜DeNAベイスターズ     | 3                    | 2025 詳細 |  |              |
| パシフィック・リーグ | 公式         | 福岡ソフトバンクホークス | 22                   | 2025 詳細 |  |              |
| イースタン・リーグ   | 公式         | 横浜DeNAベイスターズ     | 4                    | 2025 詳細 |  |              |
| ウエスタン・リーグ   | 公式         | 福岡ソフトバンクホークス | 15                   | 2025 詳細 |  |              |

#### 大学生年代
| 名称                     | ウェブサイト |              | 前回優勝     | 回数      |  | 最新シーズン |
| カップ戦                 |              |              |              |           |  |              |
| 全日本大学野球選手権大会 | 公式         |              | 青山学院大学 | 6         |  | 2025 詳細    |
| 明治神宮野球大会         | 公式         | 青山学院大学 |              | 2025 詳細 |  |              |

#### 高校生年代
| 名称                       | ウェブサイト |              | 前回優勝         | 回数      |  | 最新シーズン |
| カップ戦                   |              |              |                  |           |  |              |
| 全国高等学校野球選手権大会 | 公式         |              | 京都国際高等学校 |           |  | 2025 詳細    |
| 選抜高等学校野球大会       | 公式         | 横浜高等学校 | 4                | 2025 詳細 |  |              |
| 明治神宮野球大会           | 公式         | 横浜高等学校 |                  | 2025 詳細 |  |              |

#### 中学生年代
| 名称     | ウェブサイト |  | 前回優勝 | 回数 |  | 最新シーズン |
| カップ戦 |              |  |          |      |  |              |
|          | 公式         |  |          |      |  | 2025 詳細    |

#### 小学生年代
| 名称     | ウェブサイト |  | 前回優勝 | 回数 |  | 最新シーズン |
| カップ戦 |              |  |          |      |  |              |
|          | 公式         |  |          |      |  | 2025 詳細    |

#### 女子
| 名称                               | ウェブサイト |                          | 前回優勝             | 回数      |  | 最新シーズン |
| カップ戦                           |              |                          |                      |           |  |              |
| 全国高等学校女子硬式野球選抜大会   | 公式         |                          | 神戸弘陵学園高等学校 | 4         |  | 2025 詳細    |
| 全国高等学校女子硬式野球ユース大会 | 公式         | クラーク記念国際高等学校 | 2                    | 2025 詳細 |  |              |

#### ベースボール5
| 名称                 | ウェブサイト |                                  | 前回優勝               | 回数 |  | 最新シーズン |
| カップ戦             |              |                                  |                        |      |  |              |
| Baseball5 日本選手権 | 公式         |                                  | 5STARs（オープンの部） | 初   |  | 2025 詳細    |
| Baseball5 日本選手権 | 公式         | 横浜隼人Aggressive（ユースの部） | 2                      |      |  | 2025 詳細    |